# اختبار نزاهة العمل
يمكن لأصحاب العمل اختبار صدق أو نزاهة الأفراد عن طريق فحص ما قبل التوظيف. ويمكنهم إدارة اختبارات اختيار الموظفين ضمن نطاق فحوصات الخلفية المستخدمة لتقييم احتمال هذا السلوك. تُجرى اختبارات النزاهة لتقييم ما إذا كانت أمانة المرشح المحتمل مقبولة من ناحية السرقة وسلوك العمل العكسي. قد تؤثر هذه الاختبارات على قرارات الموظفين النهائية.
أصبح اختبار النزاهة لاختيار الموظفين شائعًا خلال الثمانينيات. وجد موظفو الموارد البشرية أن اختبارات النزاهة شكلت تحسنًا عن اختبارات جهاز كشف الكذب. إذ لم يعد ممكنًا استخدام اختبارات جهاز كشف الكذب لفحص معظم الموظفين المستقبليين في الولايات المتحدة بسبب قانون حماية الموظف من اختبارات كشف الكذب لعام 1988 (إي بّي بّي إيه). يسمى الاختباران المتعلقان باختبار النزاهة المقياس الصريح والمقياس القائم على الشخصية. يطرح الاختبار الصريح أسئلة عن السلوك والمواقف السابقة المتعلقة بالسرقة والسلوك العكسي. ويطرح المقياس القائم على الشخصية أسئلة عن الصفات الشخصية المرتبطة بالسرقة والسلوك العكسي.

## الأنواع
استخدمت اختبارات النزاهة سابقًا تنسيقات تقارير ذاتية بالورقة والقلم. بينما شملت الاختبارات الحديثة قياسًا واحدًا على الأقل للمعيار النفسي الفسيولوجي مثل تحليل الصوت، لضمان موثوقية أعلى. صُممت اختبارات النزاهة لتقييم الصدق، والاعتمادية، والجدارة بالثقة، والضمير والموثوقية. أُنشئت اختبارات النزاهة للتنبؤ بسلوك العمل العكسي في أثناء العمل وسرقة الموظفين.

### الصريح
يُعتبر اختبار النزاهة الصريح تقريرًا ذاتيًا بالورقة والقلم يسأل الشخص مباشرةً عن صدقه، وتاريخه الإجرامي، ومواقفه تجاه تعاطي المخدرات والسرقات التي يقوم بها الآخرون، وأسئلة عامة تظهر النزاهة. وهو مصمم لإكتشاف الصفات «غير المرغوب فيها» في سلوك الشخص والجرائم السابقة والخداع، لفرز المرشحين المحتملين. تُقسم الاختبارات الصريحة عادةً إلى قسمين. يتألف الأول من سلسلة أسئلة تقيم موقف الشخص تجاه السرقة، ومعتقداتهم حول تكرار السرقة، وعقوبة السرقة، وتقييم صدق الشخص. يُقيّم قسم السلوك أيضًا جدارتهم بالثقة في قوة العمل. قد تسأل الأسئلة النموذجية ما إذا كان الأشخاص يعتقدون أن كل شخص يمكن أن يكون مخادعًا وقد يتعلق السؤال بمدى صدق المتقدم للاختبار. يسأل القسم الثاني الشخص عن نوع ومقدار السرقة و/أو السلوك العكسي الذي شاركوا فيه مع أصحاب العمل السابقين أو أي سلوكيات غير قانونية أخرى. قد تسأل الأسئلة النموذجية في هذا القسم ما إذا كان المتقدم للاختبار قد فكر في سرقة شيء ما، أو عن المبلغ الذي سرقه من أصحاب العمل السابقين.
تشمل الأمثلة على اختبار النزاهة الصريح: اختيار موظفي مؤسسة لندن (بّي إس آي)، وتقرير ريد، واستبيان ستانتون، وتحليل المرحلة الثانية. يقيِّم تقرير ريد السلوك الاجتماعي، وتعاطي المخدرات، وخلفية العمل، والتفاؤل، والمثابرة، والتأثير، وتقييم العلاقات بين الأشخاص، وضبط النفس والاستعداد لمساعدة الآخرين في المهام. يساعد استبيان ستانتون في تحديد ما إذا كان الشخص سيسرق البضائع، أو يسيء استخدام الإجازات المرضية، أو ينتهك سياسة الشركة، ويعطي حسومات غير مصرح بها، ويؤدي بسلوكيات عكسية.

### الموجه نحو الشخصية
تشمل الاختبارات الموجهة نحو الشخصية العناصر التي تقيم خصائص الشخصية التي ثبت أنها مرتبطة بسلوك العمل العكسي. تقيّم عناصر الاختبار الاعتمادية، والتوافق الاجتماعي، والبحث عن الإثارة والضمير. يبدو أن الضمير هو أكبر متنبئ من عناصر الشخصية الخمس الكبرى بالشخصية، ويساعد على التنبؤ بالشخصية المتصلة بالعمل. قد يسألك أحد الأسئلة النموذجية ما إذا كنت أكثر عقلانية أو ميلًا إلى المغامرة.